# Megachile enceliae
Megachile enceliae är en biart som beskrevs av Cockerell 1926. Megachile enceliae ingår i släktet tapetserarbin, och familjen buksamlarbin. Inga underarter finns listade i Catalogue of Life.